# Стоунуолски бунтове
Стоунуолските бунтове (на английски: Stonewall riots, също Christopher Street Day; CSD или само Стоунуол) са серия от яростни сблъсъци между хора от ЛГБТ общността и нюйоркски полицаи, които започват на 28 юни 1969 година и продължават 6 дни.
Тези събития са съсредоточени в бара Stonewall Inn и се считат за обрат в движението за равенство на правата на хомосексуалните. Сблъсъците са катализатор за световнто движение за гей права, тъй като дотогава гейове, лесбийки и трансджендъри не са действали толкова заедно и в такъв мащаб срещу полицейското насилие, оказвано спрямо тяхното общество. Мнозина считат, че тези събития поставят началото на движение, отстояващо гей гордостта (гей прайд) с гей паради.

## История на термина
Терминът stonewall (буквално: „каменна стена“) идва от името на популярния гей бар Stonewall Inn в нюйоркския квартал Гринич Вилидж.
На 28 юни 1969 г. барът става център на гражданско неподчинение и поле на сблъсъци между полицията и хомосексуални лица. Причина за Стоунуолския бунт е нахлуването на полицията в заведението в около 1:20 след полунощ и опитът всички присъстващи да бъдат арестувани, тъй като по онова време в Ню Йорк хомосексуалността се наказва от закона. Стълкновенията продължават няколко дни. Те се оказват повратна точка в историята на гей движението, а името Стоунуол се превръща в символ на борбата за гей права. Първият гей парад се организира на 28 юни 1970 година в Ню Йорк, Лос Анджелис и Сан Франциско, точно една година след събитията в Стоунуол. Международният празник на ЛГБТ общността също се отбелязва на 28 юни. На този ден се организират гей паради и други инициативи в много градове в САЩ и в други държави.